# Episodi di Balliamo e cantiamo con Licia

Logo della serie

Questa è la lista degli episodi della serie televisiva Balliamo e cantiamo con Licia, formata da un totale di 36 episodi e trasmessa su Italia 1 nel 1988.
La serie è attualmente visibile su Mediaset Play e su Infinity TV.
| Nº | Titolo                                    | Prima TV         |
| -- | ----------------------------------------- | ---------------- |
| 1  | Bentornati!                               | 29 febbraio 1988 |
| 2  | Lotteria lotteria tutti i sogni porta via | 2 marzo 1988     |
| 3  | Che confusione!                           | 4 marzo 1988     |
| 4  | Tanti auguri Licia!                       | 7 marzo 1988     |
| 5  | I malati immaginari                       | 9 marzo 1988     |
| 6  | Un vicino troppo vicino                   | 11 marzo 1988    |
| 7  | Io lo so ma non lo dico                   | 14 marzo 1988    |
| 8  | Che sorpresa!                             | 16 marzo 1988    |
| 9  | Festa del papà                            | 18 marzo 1988    |
| 10 | C'è vicino e vicino                       | 21 marzo 1988    |
| 11 | Andrea, sei proprio un asinello           | 23 marzo 1988    |
| 12 | Una impresa di nome Licia                 | 25 marzo 1988    |
| 13 | Ciuffo rosso, o no?                       | 28 marzo 1988    |
| 14 | Mambo, addio!                             | 30 marzo 1988    |
| 15 | Lacrime di coccodrillo                    | 1º aprile 1988   |
| 16 | L'unione fa la forza                      | 4 aprile 1988    |
| 17 | Pan per focaccia                          | 6 aprile 1988    |
| 18 | Singhiozzo, singhiozzo                    | 8 aprile 1988    |
| 19 | Licia medico per amore                    | 11 aprile 1988   |
| 20 | Pene d'amore                              | 13 aprile 1988   |
| 21 | Un appuntamento galante                   | 15 aprile 1988   |
| 22 | Una stella per i Bee Hive                 | 18 aprile 1988   |
| 23 | Una truffa a fin di bene                  | 20 aprile 1988   |
| 24 | Un computer per amico                     | 22 aprile 1988   |
| 25 | Tempi duri per i Bee Hive                 | 25 aprile 1988   |
| 26 | Tra le grinfie di Ballini                 | 27 aprile 1988   |
| 27 | La grande sfida                           | 29 aprile 1988   |
| 28 | Aria di festa                             | 2 maggio 1988    |
| 29 | Colpo di fulmine                          | 4 maggio 1988    |
| 30 | Anime gemelle                             | 6 maggio 1988    |
| 31 | Il miracolo di un cappello                | 9 maggio 1988    |
| 32 | Fino all'ultimo dispetto                  | 11 maggio 1988   |
| 33 | Un trionfo per i Bee Hive                 | 13 maggio 1988   |
| 34 | Tutti soldati                             | 16 maggio 1988   |
| 35 | Il segreto di Licia                       | 18 maggio 1988   |
| 36 | La notizia più bella                      | 20 maggio 1988   |

## Bentornati!
- Prima TV: 29 febbraio 1988

Steve ha ottenuto un permesso per tornare a casa, sapendo che dovrà tornare al servizio militare eventualmente solo per pochi giorni. Fa tuttavia molta fatica a trovare i suoi amici, ma quando ci riesce tutti risultano essere molto felici del suo ritorno. Steve torna così a far parte dei Bee Hive, non più come bassista bensì come chitarrista, così da poter aiutare Paul. Intanto Marrabbio, Nonno Sam e Lauro, per poter vincere alla lotteria (così da avere abbastanza soldi per risistemare il Mambo), prendono forzatamente dal venditore di biglietti quello vincente. Nel frattempo Andrea, Elisa e Grinta, sapendo di avere una nuova maestra, si preoccupano che la suddetta possa essere mostruosa, e così si rasserenano quando vedono che invece è umana.
- Canzoni: Città, città, Pensare e sentire con te.
- Nota: Nei telefilm ispirati a Kiss Me Licia generalmente all'inizio di un episodio il titolo del suddetto viene letto ad alta voce dalla voce di Giuliano. In questo caso ciò stranamente non accade.

## Lotteria lotteria tutti i sogni porta via
- Prima TV: 2 marzo 1988

Marrabbio, Lauro e Nonno Sam, dopo essersi accertati, ascoltando la radio, che quello preso da loro sia il biglietto vincente, pensano a come spendere i due miliardi di lire in palio. Tuttavia la loro felicità è destinata a durare poco, infatti al Mambo si presenta un poliziotto, l'ispettore Brock, che li avverte che quello comprato da loro è un biglietto falso e che lui è incaricato di restituire loro i soldi spesi per comprarlo. Quindi si prende il biglietto e dà loro il denaro. Intanto Steve, Jim, Mike e Paul hanno parecchia difficoltà a dormire, dato che sono in quattro ma hanno solo tre letti.
- Canzoni: Verità, Con la primavera nel cuore.

## Che confusione!
- Prima TV: 4 marzo 1988

Hildegard è tornata dalla Germania ed è d'accordo con Mike perché lui vada a prenderla al suo arrivo. Dopo un'ora però non si presenta ancora, essendo stato trattenuto dai suoi coinquilini, perciò i due finiscono col litigare, tuttavia, grazie all'aiuto di Licia, si riappacificheranno in fretta. L'indomani risulta essere il compleanno di Licia, ma lei ha deciso di non ricordarlo a Mirko, poiché vuole vedere se se ne ricordino da soli. Andrea avvisa il fratello della ricorrenza, e così lui decide di fingere di essersene dimenticato, così da fare una festa a sorpresa per la moglie. Va quindi da Marrabbio per parlargliene, e questo pretende di occuparsi da solo della festa per la figlia, senza venire aiutato da Mirko. Quest'ultimo accetta, non sapendo che il padre di Licia ha in realtà a disposizione solo 2000 lire.
- Canzoni: Tornerà l'allegria, Il silenzio è....

## Tanti auguri Licia!
- Prima TV: 7 marzo 1988

Tutti sono pronti per partecipare alla festa di compleanno di Licia ma, per evitare di parlarne con lei, tentano di parlare il meno possibile nell'argomento. Licia, credendo che a nessuno importi molto della ricorrenza, decide di preparare lei stessa una festa a casa sua, dicendo agli altri di venire a trovarla. Quando tutti si trovano al Mambo per iniziare la celebrazione, si rendono conto di essersi dimenticati di invitare proprio Licia. Tuttavia, non vedendo nessuno venire a casa propria, la suddetta decide di andare al ristorante del padre, dove trova i suoi amici pronti a festeggiare.
- Canzoni: Dolci pensieri d'amore, Malinconia.

## I malati immaginari
- Prima TV: 9 marzo 1988

Il vicino di appartamento di Paul, Mike, Jim e Steve, pur essendo molto ricco, da diversi anni non paga l'affitto al proprietario della casa. Comincia inoltre a dare fastidio anche ai Bee Hive dato che, prima ruba loro la colazione e il giornale e poi si impossessa del loro zerbino. I quattro sono quindi decisi a farlo andare via, anche perché il proprietario dell'immobile ha promesso loro che, se riuscissero a farlo sloggiare, farebbe affittare loro il suo appartamento a pochissimi soldi e, considerando che devono dividere la casa in quattro persone, un appartamento in più farebbe loro molto comodo. I problemi comunque non finiscono qui, dato che Steve, nonostante il parziale congedo, di tanto in tanto deve ugualmente presentarsi alla caserma militare, non potendo quindi lavorare costantemente coi Bee Hive. Intanto Nonno Sam e Lauro si sentono male, così Marrabbio chiama un medico, Esculapio Segalossi, il quale sconsiglia ai due di mangiare fino al suo arrivo. Marrabbio, per scherzare, dice che i medici sono pagati apposta per fare del terrorismo, ma in realtà loro possono mangiare tutto quello che vogliono, quindi decide di invogliarli a mangiare i suoi cibi parecchio invitanti. Quando il medico si presenta, però, dice che Lauro e Nonno Sam stanno benissimo e in realtà dovrebbero mangiare di più del solito, mentre chi deve mangiare di meno è proprio Marrabbio che si vede costretto a fare una dieta misera integrata dall'olio di ricino.
- Canzoni: Risveglio, Rimboccata dalla luna la città già dorme.

## Un vicino troppo vicino
- Prima TV: 11 marzo 1988

Marika litiga con Teodora, una domestica a cui lei stessa ha affidato le cure della casa di Satomi, per via delle sue abitudini discutibili (come il fatto di pulire usando il miele o lo sciampo e il fatto di mangiare sempre il loro cibo) e la suddetta se ne va, infuriata. Satomi è contento di ciò, perché crede di poter passare più tempo con Marika senza avere la domestica tra i piedi, ma lei gli dice di aver già chiamato un nuovo domestico che la sostituisca. Intanto Mike, Jim, Paul e Steve si vendicando del loro vicino di casa facendolo scivolare e facendo sì che si incolli le scarpe al pavimento.
- Canzoni: Tornerà l'allegria, Pensare e sentire con te.

## Io lo so ma non lo dico
- Prima TV: 14 marzo 1988

Mentre Paul, Steve, Mike e Jim continuano a battibeccare col loro vicino di casa, a casa di Satomi arriva il nuovo domestico, tale Mortimer De Funeralis, che, nonostante svolga bene i suoi compiti, ha un aspetto che lo fa somigliare a un vampiro. Questo, assieme al suo modo di fare (come il fatto che, a detta sua, sia un esperto di veleni e di cimiteri) fa sì che sia Marika che Satomi finiscano col venire terrorizzati da lui. Intanto Andrea fa degli indovinelli a Mirko, Licia, Marrabbio, Nonno Sam e Lauro. Questi indovinelli assilleranno i suddetti, che non troveranno pace finché il bambino, sotto loro supplica, non rivelerà loro le soluzioni.
- Canzoni: Città, città, Con la primavera nel cuore.

## Che sorpresa!
- Prima TV: 16 marzo 1988

Mirko rivela a Licia che gli sarebbe sempre piaciuto avere un caminetto in casa, così lei, sotto consiglio di Hildegard, decide di costruirgliene uno di nascosto, così da fargli una sorpresa. Questo la terrà talmente impegnata che prima arriverà in ritardo in sala prove, e poi si dimenticherà di preparare la cena. Intanto Marrabbio, Nonno Sam e Lauro si sorprendono nel vedere che ormai non sembrano più essere così sbadati da rompere stoviglie e quant'altro, ma devono ricredersi quando Marrabbio fa cadere un vassoio con dei bicchieri, rompendoli.
- Canzoni: Verità, Con la primavera nel cuore.

## Festa del papà
- Prima TV: 18 marzo 1988

Dopo molti battibecchi e scherzi di cattivo gusto, il vicino di casa di Paul, Mike, Steve e Jim decide finalmente di andarsene via. Inoltre anche Marika e Satomi sono riusciti a liberarsi di Mortimer, essendo il suddetto partito per aiutare un suo zio in Transilvania. Più tardi Licia riesce a far costruire il caminetto per Mirko e, essendo la festa del papà, Andrea decide di suonare una canzoncina per lui insieme a Elisa e Grinta, essendo per lui più una figura paterna che un fratello.
- Canzoni: Il silenzio è....

## C'è vicino e vicino
- Prima TV: 21 marzo 1988

Essendo riusciti a far sloggiare il vicino di casa, il proprietario affitta il suo appartamento a Jim, Mike, Paul e Steve, che tuttavia devono sistemarlo, dato che dentro è precedentemente esplosa una bomba. Intanto Andrea è preoccupato perché a breve ci saranno i colloqui coi genitori, mentre Marika teme che Satomi stia ingrassando, e vuole fargli fare degli esercizi fisici. Nel frattempo vicino al Mambo si apposta un ragazzo di nome Nerone che, con una bancarella, comincia a vendere panini, avendo un successo immediato. Marrabbio, a cui gli affari invece non vanno bene, rimane parecchio seccato da tale concorrenza.
- Canzoni: Risveglio, Con la primavera nel cuore.

## Andrea, sei proprio un asinello
- Prima TV: 23 marzo 1988

Steve decide di mettere la carta da parati nel nuovo appartamento, dicendo di essere un esperto, ma poi finirà invece intrappolato nella suddetta. Si scopre poi che Andrea era particolarmente nervoso dei colloqui in quanto credeva di aver preso 0 in un dettato, salvo poi scoprire che in realtà si trattava di un 10 nel quale il numero 1 era scritto in piccolo e in velocità. Intanto Marika risulta soddisfatta dai risultati che gli esercizi fisici hanno su Satomi, che è riuscito a perdere cinque chili, mentre Marrabbio continua ad essere irritato dal successo di Nerone.
- Canzoni: Città, città, Pensare e sentire con te, Malinconia.

## Una impresa di nome Licia
- Prima TV: 25 marzo 1988

Mirko e Andrea sembrano particolarmente negati per i lavori di casa, e la stessa cosa vale per Jim, Mike, Paul e Steve, che non riescono a sistemare il nuovo appartamento, finendo sempre nei guai. Mentre i Bee Hive sono in sala prove, Hildegard decide allora di chiamare Licia, Marika e Mary così che l'aiutino a sistemarlo, così, al ritorno dei Bee Hive, questi ritrovano l'appartamento rimesso a nuovo. A quel punto viene stabilito che lì ci vivranno Paul e Steve, mentre Mike e Jim rimarranno nell'appartamento vecchio. Intanto Marrabbio è particolarmente turbato perché ha visto che persino sua figlia ha mangiato un panino di Nerone. Per battere la concorrenza, decide di cominciare a fare pubblicità servendosi di Nonno Sam e Lauro, venendo però deriso a causa dell'incapacità dei due nel portare a termine questo compito.
- Canzoni: Tornerà l'allegria, Dolci pensieri d'amore, Il silenzio è....
- Nota: Il titolo pronunciato dalla voce di Giuliano all'inizio dell'episodio è Un'impresa di nome Licia, anziché Una impresa di nome Licia.

## Ciuffo rosso, o no?
- Prima TV: 28 marzo 1988

Steve, Paul, Jim e Mike, che ora vivono separati, hanno nostalgia ripensando a quando vivevano tutti insieme. Di mattina Licia ricorda a Mirko di quando Marrabbio lo chiamava "Ciuffo Rosso". Mirko si sente un po' preso in giro dalla moglie, e così, a fine giornata, si presenta a casa con dei capelli completamente biondi, dicendo a Licia di essersi tagliato il ciuffo rosso. Licia si rattrista parecchio per ciò, e gli rivela che in realtà il suo ciuffo le è sempre piaciuto. A quel punto Mirko rivela di avere semplicemente indossato un parrucchino e che non si è tagliato i capelli. Intanto Satomi comincia a sentirsi parecchio motivato nel fare esercizio fisico, perché pensa che così possa piacere alle ragazze, tanto da voler continuare a esercitarsi anche quando Marika le dirà che non è più necessario. Nel frattempo Marrabbio si presenta alla bancarella di Nerone e, fingendo di essere un mafioso, gli intima di sloggiare. Tuttavia a quel punto interverrà il vigile Ballini che, una volta smascherato Marrabbio, lo multa per disturbo della quiete pubblica.
- Canzoni: Risveglio, Rimboccata dalla luna la città già dorme.

## Mambo, addio!
- Prima TV: 30 marzo 1988

Un ricco texano propone a Marrabbio di vendergli il Mambo per centomila dollari. Quest'ultimo, pur essendo felice all'idea di potersi allontanare da Nerone, è alquanto combattuto da questa decisione, soprattutto quando Licia gli dice di voler organizzare una festa nel locale, essendo il suddetto pieno di ricordi, e quando Andrea gli dice di voler comprare un cesto nuovo per Giuliano, un cesto che sia degno del Mambo. Nonno Sam e Lauro gli fanno quindi pensare al fatto che, con tutti quei soldi, potrebbe comprare una nave nel quale far salire Mary. Quando il texano ritorna per far firmare a Marrabbio il contratto, lui inizialmente rifiuta ma, ripensando a tutti quei soldi, accetta, e vende il Mambo. Tuttavia si pente quasi immediatamente di questa sua decisione, anche perché non ha idea di come possa dire a Licia di aver venduto il locale.
- Canzoni: Verità, Il silenzio è....

## Lacrime di coccodrillo
- Prima TV: 1º aprile 1988

Marrabbio, disperato, rivela di aver venduto il Mambo, è tutti rimangono basiti da ciò. Licia lo ospita a casa sua (essendo rimasto senza un luogo in cui dormire) dove tenta di consolarlo, rassicurandolo che in un modo o nell'altro riusciranno a risolvere la situazione. Persino Nerone lo consola a modo suo, promettendogli di fare di tutto per far fallire la nuova attività. Nonno Sam e Lauro decidono di piazzarsi vicino alla bancarella di Nerone, ma sentono la mancanza del ristorante di Marrabbio. A scuola Andrea spiega la situazione alla maestra, e gli dice di voler lavorare per poter pagare la penale, così che Marrabbio torni ad avere il suo locale.
- Canzoni: Dolci pensieri d'amore, Con la primavera nel cuore, Malinconia.

## L'unione fa la forza
- Prima TV: 4 aprile 1988

Pensando a come far riavere il Mambo a Marrabbio, Licia ha un'idea: aiutato dai Bee Hive, da Hildegard, Marika, Jack, Mary e perfino Nerone, vuole far credere al texano che il ristorante sia infestato dai fantasmi. Alla fine il piano ha successo, e il texano, spaventatissimo, cede la proprietà del Mambo. Intanto Andrea, Elisa e Grinta stanno ancora pensando a come guadagnare dei soldi.
- Canzoni: Pensare e sentire con te.

## Pan per focaccia
- Prima TV: 6 aprile 1988

Perché Marrabbio possa surclassare il suo avversario, Licia decide di cucinare per lui delle frittelle che, all'inizio, vengono distribuite gratuitamente. Così facendo riesce ad avere finalmente più successo di Nerone che, ammettendo la sconfitta, decide di andare da qualche altra parte, promettendo a Licia di incontrarla di nuovo. Con l'occasione, lei gli dà la ricetta delle ciambelle. Nel frattempo Mike, Jim e Paul hanno perso la testa per Jessica Sloan, una famosa attrice. Intanto Grinta è preoccupato perché, dopo essersi visto in fotografia, ritiene di essere brutto.
- Canzoni: Città, città, Rimboccata dalla luna la città già dorme.

## Singhiozzo, singhiozzo
- Prima TV: 8 aprile 1988

Mike, Jim, Paul e anche Steve risultano essere cotti di Jessica Sloan, e la cosa comincia a fare ingelosire Hildegard, che tuttavia non sembra badarci troppo. Intanto Elisa e Andrea riescono a far tornare il buonumore a Grinta, mentre Marrabbio, che ha il singhiozzo, ingoia per sbaglio il fischietto del vigile Ballini, che lui gli aveva prestato dato che, secondo il suddetto, fischiare gli avrebbe fatto passare il singhiozzo. Marrabbio riesce a sputarlo troppo tardi, dopo che ci sono stati multipli incidenti che il vigile avrebbe dovuto far evitare proprio usando il fischietto. Per questo Ballini dà a Marrabbio una multa salatissima. Quello stesso giorno Mirko finisce per continuare a sporcare una giacca nuova molto costosa.
- Canzoni: Tornerà l'allegria, Con la primavera nel cuore.

## Licia medico per amore
- Prima TV: 11 aprile 1988

Andrea si è preso la febbre, e Licia decide di misurargliela con un termometro. Tuttavia il bambino, che non vuole prendere medicine, abbassa apposta la temperatura. Quando poi però Licia gli dice che, se avesse avuto la febbre, gli avrebbe dato del gelato, lui decide di non fingere più, arrivando a prendere anche una medicina. Il bambino tuttavia si addormenta prima di poter mangiare il gelato. Intanto Jim, Steve, Paul e Mike decidono tutti di andare agli studi televisivi dove lavora Jessica Sloan per poterla incontrare ma, all'esterno, un addetto li manda via. Nel frattempo Marika, per far sì che Satomi la smetta di fare esercizi fisici, decide di sostituire i suoi manubri con alcuni, identici, molto più leggeri. Appena li solleva, Satomi comincia a pensare di essersi esercitato troppo e di dover smettere, ma dopo poco capisce che Marika l'ha ingannato.
- Canzoni: Verità, Andrea.

## Pene d'amore
- Prima TV: 13 aprile 1988

Steve, Paul, Jim e Mike provano nuovamente ad entrare negli studi dove lavora Jessica, stavolta usando anche dei travestimenti, ma continuano a non riuscire nell'impresa. Intanto Marrabbio e Nonno Sam vanno a casa di Licia (mentre la suddetta deve andare in sala prove) poiché Andrea è ancora malato, e lasciano Lauro al Mambo coi soldi guadagnati con la vendita delle frittelle. Questo si fa però ingannare da un uomo, che gli porta via i guadagni. Marrabbio e Nonno Sam tuttavia si imbattono proprio nel malfattore mentre stanno tornando indietro, riuscendo così a recuperare i soldi.
- Canzoni: Dolci pensieri d'amore, Malinconia.

## Un appuntamento galante
- Prima TV: 15 aprile 1988

Dopo che Steve inganna il buttafuori, facendolo distrarre, lui, Jim, Paul e Mike riescono ad entrare negli studi televisivi e vedere Jessica Sloan mentre recita. Intanto Marrabbio ha invitato Mary a cena al Mambo, e per l'occasione ha cucinato parecchie pietanze. Tuttavia, poco dopo l'arrivo della suddetta, al locale si presenta Esterina, una vecchia conoscente di Marrabbio, dichiaratamente innamorata di lui. Nel vederli insieme Mary, divertita, decide di lasciarli soli e se ne va.
- Canzoni: Verità, Rimboccata dalla luna la città già dorme.

## Una stella per i Bee Hive
- Prima TV: 18 aprile 1988

Hildegard comincia a preoccuparsi parecchio per il comportamento di Mike, e capisce che in tutto ciò c'entra Jessica. La suddetta risulta tuttavia essere una compagna di classe di Licia alle elementari, e perciò le due si conoscono bene. Licia e Jessica hanno perciò in mente un piano per prendere in giro Steve, Jim, Paul e Mike, ovvero il fatto di far sì che tutti e quattro finiscano con l'avere un appuntamento l'indomani a cena con lei. I quattro sono perciò convinti di aver fatto colpo su Jessica, senza sapere che si tratta in realtà di un doppio gioco. Nel frattempo Marrabbio, per fuggire da Esterina, traveste Nonno Sam fingendo che sia lui. Quest'ultimo, seccato, rivela però la verità alla donna, ma a lei non sembra importare, e comincia perciò a fare la corte anche a lui.
- Canzoni: Risveglio, Pensare e sentire con te, Malinconia.

## Una truffa a fin di bene
- Prima TV: 20 aprile 1988

Andrea, aiutato da Elisa e Grinta, cerca di guadagnare soldi per potersi comprare un computer. Intanto Jim, Paul, Mike e Steve, dopo essersi fatti belli per uscire con Jessica, si rendono conto di essere stati ingannati quando la suddetta si presenta a casa loro assieme a Hildegard e Licia. Mike e Hildegard riescono a riappacificarsi in fretta, e Licia decide di andare al cinema tutti insieme, accompagnati da Titti e Cinzia, due amiche di Jessica. Tuttavia Hildegard e Mike decidono invece di uscire a fare una passeggiata per parlare.
- Canzoni: Città, città, Con la primavera nel cuore.

## Un computer per amico
- Prima TV: 22 aprile 1988

Mirko e Licia comprano un computer (un Commodore 64) ad Andrea, come voleva lui, ma Mirko non sembra essere in grado di farlo funzionare. Intanto Marrabbio ha ordinato una fornitura di miele, ma lui, Lauro e Nonno Sam, suggestionati da un servizio radiofonico sugli alieni, scambiano l'apicoltore che è venuto a portarglielo per un extra-terrestre. Nel frattempo i Bee Hive tengono un concerto, dopo il quale Mike, Jim, Paul e Steve escono con Hildegard, Jessica, Titti e Cinzia. Queste ultime tre vengono tuttavia "rivendicate" da un gruppo di teppisti, che intima minacciosamente i quattro ragazzi di stare alla larga da loro.
- Canzoni: Dolci pensieri d'amore, Il silenzio è..., Pensare e sentire con te.

## Tempi duri per i Bee Hive
- Prima TV: 25 aprile 1988

Mirko è parecchio giù di morale in quanto risulta essere una frana in un videogioco nel computer di Andrea, mentre Mike, Jim, Paul e Steve continuano a dover subire le angherie dei quattro teppisti, capitanati da un tale di nome Rick, che pretendono che Jessica, Titti e Cinzia frequentino solo loro. Marika ha deciso di cominciare a lavorare, facendo la collaudatrice di fischietti, cosa che dà molto fastidio a Satomi, ché deve sopportare il rumore dei fischi. Intanto Marrabbio ha tirato fuori una vecchia friggitrice malandata che, dopo essere stata attivata, fa uscire un'enorme quantità di fumo.
- Canzoni: Tornerà l'allegria, Con la primavera nel cuore.

## Tra le grinfie di Ballini
- Prima TV: 27 aprile 1988

Mike, Jim, Steve e Paul cercano di prendere provvedimenti contro Rick e gli altri, ma senza successo, mentre Mirko, per poter battere Andrea nel videogioco, decide di portare il computer in sala prove per esercitarsi anche là. Marika intanto decide di smettere di fare la collaudatrice di fischietti, decidendo di intraprendere la carriera di stilista, ma i suoi primi abiti risultano essere alquanto discutibili. Nel frattempo, dato che il vigile Ballini è diventato il nuovo esattore delle tasse, Marrabbio gli deve consegnare una ricevuta di pagamento, che però non trova. Nonno Sam e Lauro cominciano perciò a parlare con lui mentre il loro amico la cerca, ma il vigile comincia a insospettirsi e, pensando che non abbia alcuna ricevuta, lo minaccia di mandarlo in prigione e, proprio a quel punto, Marrabbio riesce a trovare il tanto agognato foglio, e perciò il vigile non può far altro che scusarsi per il suo comportamento. Nel mentre, a scuola, Grinta ha scoperto di aver preso un 4, e perciò Andrea decide di modificarlo in un 7 dal registro della maestra.
- Canzoni: Risveglio, Malinconia.

## La grande sfida
- Prima TV: 29 aprile 1988

Licia consiglia a Marrabbio di affrontare il vigile Ballini mostrandogli di avere un atteggiamento fiero e grintoso. Lui finisce così con l'assumere un aspetto spaventoso, tanto da incutere timore al vigile stesso. Intanto Mirko decide di aiutare i suoi amici a liberarsi della banda di Rick e, dopo aver fatto vedere loro che fosse in grado di spezzare un pezzo di legno con una sola mano, riesce effettivamente a farli fuggire, essendo rimasti parecchio intimoriti. Nel frattempo Andrea, Elisa e Grinta confessano alla maestra di aver cambiato il voto di Grinta. Lei, dopo aver fatto capire loro la gravità della situazione, decide di perdonarli, facendosi però promettere che non avrebbero più fatto una cosa del genere.
- Canzoni: Verità, Pensare e sentire con te, Rimboccata dalla luna la città già dorme.

## Aria di festa
- Prima TV: 2 maggio 1988

Steve, Paul e Jim hanno un appuntamento con Jessica, Titti e Cinzia, ma non sanno dove portarle, così Licia, con l'aiuto di Marika e Hildegard, addobba i loro appartamenti in modo che possano invitarle lì. Nel frattempo Marrabbio, Lauro e Nonno Sam stanno cercando qualcuno che li aiuti al Mambo. Si presentano quindi da loro quattro uomini identici d'aspetto che sostengono tutti di chiamarsi Rufus e poco dopo si presenta un saltimbanco di nome Ernesto. In breve il Mambo si riempie di persone, tanto da disturbare Marrabbio. Intanto Andrea si mette in testa di voler far sì che il suo computer (che lui ha deciso di chiamare Compy) parli con lui, nonostante Licia gli ripeta più volte che è impossibile conversare con una macchina. Proprio quando il bambino decide di arrendersi, il computer comincia a parlare, senza però che lui se ne accorga.
- Canzoni: Città, città, Il silenzio è....

## Colpo di fulmine
- Prima TV: 4 maggio 1988

Andrea si rende conto che il suo computer può parlare, e così lo usa, assieme a Elisa e Grinta, per tentare di capire quale sarà l'argomento del prossimo tema in classe. Così facendo riescono a prendere tutti e tre un buon voto, facendo però insospettire l'insegnante. Intanto Steve è scoraggiato perché ogni volta che tenta di parlare con Jessica inizia a balbettare. Nel frattempo Marrabbio assume come aiutante uno studente universitario di nome Walter. Appena il suddetto vede Mary, però, i due s'innamorano l'un l'altro a prima vista. Marrabbio se ne rende conto, e ne rimane alquanto irritato e, poco più tardi, anche Licia capisce ciò che sta succedendo.
- Canzoni: Dolci pensieri d'amore, Pensare e sentire con te.

## Anime gemelle
- Prima TV: 6 maggio 1988

Andrea decide di usare Compy per prevedere come devono essere le anime gemelle sua, di Elisa e di Grinta, mentre Steve, aiutato anche dai suoi amici, tenta, senza successo, di parlare in maniera disinvolta a Jessica. Nel frattempo Marrabbio è parecchio spazientito da Walter, per via del fatto che si sia innamorato di Mary, così gli intima di andarsene, così da allontanarlo dal Mambo, ma nonostante ciò il ragazzo non demorde e vuole restare. Marrabbio decide così di mettersi d'accordo con Jack (anche lui geloso di Walter) e attua un piano per mandarlo via.
- Canzoni: Tornerà l'allegria, Malinconia.

## Il miracolo di un cappello
- Prima TV: 9 maggio 1988

Marrabbio tenta di far esasperare Walter facendogli svolgere un sacco di mansioni lunghe e dure, come fargli pelare tantissime patate. Si fa anche aiutare da Jack quando ordina al ragazzo di andare in sala prove per prendere un cacciavite. Nel frattempo Licia escogita un sistema perché Steve riveli a Jessica ciò che prova per lei: fa indossare alla ragazza un cappello di Paul (che è stato regalato al suddetto da Cinzia) e così, appena Steve torna a casa e la vede di spalle, la scambia per il suo amico, a cui confida le sue preoccupazioni e il suo amore per Jessica. Così facendo riesce finalmente a esternare i suoi sentimenti. Adesso Licia vuole risolvere il problema che c'è tra Mary e Walter.
- Canzoni: Con la primavera nel cuore.

## Fino all'ultimo dispetto
- Prima TV: 11 maggio 1988

Dato che i Bee Hive devono fare un concerto in discoteca, Marrabbio e Jack ne approfittano per far lavorare duramente Walter. Prima gli fanno portare degli scatoloni con l'occorrente al Mambo, e poi glieli fanno portare in discoteca. Lui ci riuscirà, perché verrà aiutato da Licia, Marika e Hildegard. Andando in discoteca il gruppo inoltre incontra Nerone che, utilizzando il suo carretto, facilita il compito a tutti. Una volta finito il duro lavoro, Jack pretende che i Bee Hive comincino a suonare, ma loro si rifiutano in quanto, per allontanarli, li aveva mandati a prendere un inesistente "modulo 86 bis", facendo perdere loro un sacco di tempo. A questo punto Walter decide di licenziarsi, intenzionato a trovare un nuovo lavoro, ma è contento perché, dopo l'accaduto, nessuno può impedirgli di stare con Mary.
- Canzoni: Risveglio, Verità.

## Un trionfo per i Bee Hive
- Prima TV: 13 maggio 1988

Marrabbio, Nonno Sam e Lauro, curiosi di scoprire chi siano le loro donne ideali, chiedono in prestito il computer ad Andrea, ma, loro malgrado, il computer indica come compagna adatta a Marrabbio una Gorilla gorilla, e come compagne di Lauro e Nonno Sam due bertucce. Quella sera i Bee Hive hanno un concerto in discoteca, e hanno molto successo, venendo acclamati dal pubblico. Licia, curiosamente, nota che diverse persone le dicono che a loro sembra che lei sia cambiata, e che la trovano più bella.
- Canzoni: Città, città, Dolci pensieri d'amore, Il silenzio è..., Pensare e sentire con te.

## Tutti soldati
- Prima TV: 16 maggio 1988

Marika, Hildegard e Mary sospettano che Licia sia incinta, in quanto sembra avere diversi sintomi che riconducono a una gravidanza. Intanto Lauro e Marrabbio scoprono, con loro stupore, che Nonno Sam non ha svolto il servizio militare, dato che non gli è mai stata recapitata la lettera di richiamo. Proprio per questo motivo il vigile Ballini va da lui e gli ordina di presentarsi al distretto militare l'indomani mattina. Marrabbio e Lauro decidono quindi di istruirlo alla vita da soldato, ma più tardi il vigile tornerà consegnando a Nonno Sam una lettera di congedo illimitato per il servizio militare. Nel frattempo Licia non sembra sentirsi molto bene, e per questo Mirko le consiglia di farsi visitare da un medico.
- Canzoni: Tornerà l'allegria, Rimboccata dalla luna la città già dorme.

## Il segreto di Licia
- Prima TV: 18 maggio 1988

Mirko rivela a Marrabbio di sospettare che Licia aspetti un bambino, e lui, sorpreso da questa rivelazione, risulta essere molto felice di diventare nonno e, per prepararsi, decidi di trattare Giuliano come se fosse un bambino appena nato. Nonno Sam e Lauro, vedendolo, credono che sia ancora sconvolto per ciò che è accaduto con Mary e decidono di assecondarlo travestendosi da bebè. Intanto Licia va dal medico per scoprire se è veramente incinta, ma lui le dice che, per avere conferma di ciò, dovrà aspettare l'indomani.
- Canzoni: Città, città, Con la primavera nel cuore, Il silenzio è....

## La notizia più bella
- Prima TV: 20 maggio 1988

Tutti sono nervosi perché aspettano una risposta dal medico, ma Licia è preoccupata perché pensa all'enorme delusione che tutti avrebbero nel caso in cui si scopra che lei non è veramente incinta. Al Mambo Nonno Sam e Lauro decidono di preparare Marrabbio all'idea di diventare nonno insegnandogli a cantare una ninna nanna. A quel punto arriva il vigile Ballini, infuriato come sempre, ma che, appena scoperto che Marrabbio sta per diventare nonno, si tranquillizza e gli fa i complimenti. Dato che Mirko è troppo nervoso per continuare a cantare, Jack decide di interrompere le prove per andare al Mambo, così che Licia, dopo essere tornata dal medico, trovi tutti i suoi amici ad aspettarla. A questo punto i Bee Hive si rendono conto di un grosso problema: se Licia dovesse essere incinta, infatti, non potrebbe più cantare per parecchio tempo, e così anche Mirko, dato che dovrebbe starle accanto. Pure Satomi pensa di non poter rimanere a lungo col gruppo dato che, essendo intenzionato a sposarsi presto con Marika, pensa che loro due si trasferiranno a Londra. Il gruppo riceve però provvidenzialmente una telefonata da Cristina D'Avena, che, avendo saputo che Licia sarebbe stata impossibilitata a cantare per un po', si offre di far entrare Steve, Jim, Mike e Paul nel suo complesso, di cui sta facendo i provini proprio in quei giorni. Successivamente Licia, trovando la sala prove vuota, va al Mambo, dove annuncia di essere effettivamente incinta. Tutti sono al settimo cielo, e Licia, Mirko e Andrea non vedono l'ora di poter vivere una nuova vita in quattro.
- Canzoni: Andrea, Dolci pensieri d'amore, Verità.
- Nota: La telefonata di Cristina D'Avena darà poi il via al telefilm Arriva Cristina, trasmesso in seguito alla fine di Balliamo e cantiamo con Licia.